# Ballobar
Ballobar es un municipio de Huesca de la comarca Bajo Cinca situado a la margen derecha del río Alcanadre, a unos metros del municipio se juntan el río Cinca y Alcanadre que van a parar al pantano de Ribarroja. Dista de Huesca 93 km.

## Historia
- El 19 de mayo de 1212 el rey Pedro II de Aragón entregó al monasterio de Sijena la villa de Ballobar para que el monasterio recuperase los dineros que el monarca había recibido injustamente. Luego Ballobar volvería al rey.[4]
- El 4 de octubre de 1268 el rey Jaime I de Aragón vendió a la condesa de Urgel Constanza la villa y castillo de Ballobar.[5]
- El 23 de abril de 1273 Jaime I dio la villa de Ballobar a Geraldo de Cabrera.[6]
- El 17 de diciembre de 1277 Geraldo de Cabrera restituyó Ballobar a Pedro III de Aragón.[7]
- El 7 de octubre de 1294 Jaime II de Aragón dio Ballobar a Guillén de Moncada.[8]
- En 1295 era de realengo.[9]
- El 22 de julio de 1393 el rey Juan I de Aragón dio a Pedro Benvibre el castillo y lugar de Balloba.[10]
- El 2 de octubre de 1488 era de Guillén de Moncada.[11]
- En 1830, según Madoz (1830, pp. 338-339), Ballobar tenía:
  - 360 casas de unos 50 palmos (10 metros) de elevación, distribuidas en varias calles mal empedradas.
  - 2 plazas cuadrilaterales de 120 palmos (24 metros) de longitud por 80 palmos (16 metros) de lado.
  - Unido a los edificios, un puente de cuatro arcos sobre el río Alcanadre.
  - Escuela de primeras letras concurrida por 60 discípulos y otra de niñas a la que asisten 30 educadas.
  - 318 vecinos, 61 de catastro.[12]

## Administración y política
| Período   | Alcalde                       | Partido |  |
| --------- | ----------------------------- | ------- |  |
| 1979-1983 | Gabriel Aresté Colom          | UCD     |  |
| 1983-1987 | Álvaro Enrech Val             | PSOE    |  |
| 1987-1991 | Álvaro Enrech Val             | PSOE    |  |
| 1991-1995 |                               |         |  |
| 1995-1999 |                               |         |  |
| 1999-2003 | María José Fontanet Bardají   | PSOE    |  |
| 2003-2007 | María José Fontanet Bardají   | PSOE    |  |
| 2007-2011 | María José Fontanet Bardají   | PSOE    |  |
| 2011-2015 | Mercedes Reyes Pascual Isábal | PP      |  |
| 2015-2019 | Ester Salo Urrea              | PSOE    |  |
| 2019-2023 | Ester Salo Urrea              | PSOE    |  |

| Partido político    | Partido político                                   | 2003   | 2007   | 2011   | 2015   |
| Partido político    | Partido político                                   | Ediles | Ediles | Ediles | Ediles |
|                     | Partido de los Socialistas de Aragón (PSOE-Aragón) | 5      | 4      | 3      | 4      |
|                     | Partido Popular de Aragón (PP)                     | 4      | 2      | 3      | 3      |
|                     | Partido Aragonés (PAR)                             | —      | 1      | 1      | —      |
| Total de concejales | Total de concejales                                | 9      | 7      | 7      | 7      |

## Demografía
Ballobar cuenta con una población de 864 habitantes (INE 2024).
| Gráfica de evolución demográfica de Ballobar entre 1842 y 2021                                                      |
| |
| Población de derecho según los censos de población del INE Población de hecho según los censos de población del INE |

## Economía

### Evolución de la deuda viva
El concepto de deuda viva contempla sólo las deudas con cajas y bancos relativas a créditos financieros, valores de renta fija y préstamos o créditos transferidos a terceros, excluyéndose, por tanto, la deuda comercial.
| Gráfica de evolución de Deuda viva del Ayuntamiento de Ballobar entre 2008 y 2019                                |
| |
| Deuda viva del Ayuntamiento de Ballobar en miles de Euros según datos del Ministerio de Hacienda y Ad. Públicas. |

La deuda viva municipal por habitante en 2014 ascendía a 140,43 €.

## Cultura
La historia ballobarense fue publicada por el párroco de Zaidín, Francisco Castillón Cortada, con el título de Ballobar. Su presencia en el valle del Cinca (Imprenta Provincial, Huesca, 1975). 

### Fiestas
- Día 15 de agosto en honor de la Asunción y San Roque.
- Días 29 y 30 de agosto: fiesta de la Degollación del Bautista.
- Primera o segunda semana de febrero Santa Águeda y santa Apolonia.
- Lunes de Pascua subida a San Roque en romería todo el pueblo.
- Un sábado de septiembre, el mercadillo medieval.

### Patrimonio
- Restos de una torre de vigilancia medieval.
- Puente medieval sobre el río Alcanadre (posible origen romano).
- Restos de una antigua fortaleza musulmana, conocida como La Forza.

#### Monumentos religiosos
- Parroquia dedicada a la Asunción.
- Ermita de San Juan Bautista.
- Ermita de Nuestra Señora de Loreto.
- Ermita de San Roque.

### Habla
La lengua aragonesa de Ballobar ha sido estudiada por Amparo-Ángeles Soler Betés en su libro Replega de bocabulario de Ballobar (Consello d'a Fabla Aragonesa, Huesca, 2004). Consta de 2865 entradas y más de 3000 acepciones diferentes. Es consecuencia de un trabajo de recogida que Amparo-Ángeles Soler Betés (Ballobar, 1955) empezó en los años 70. 
- En cultura destaca la biblioteca pública Pascual Berniz.